# Castello Estense

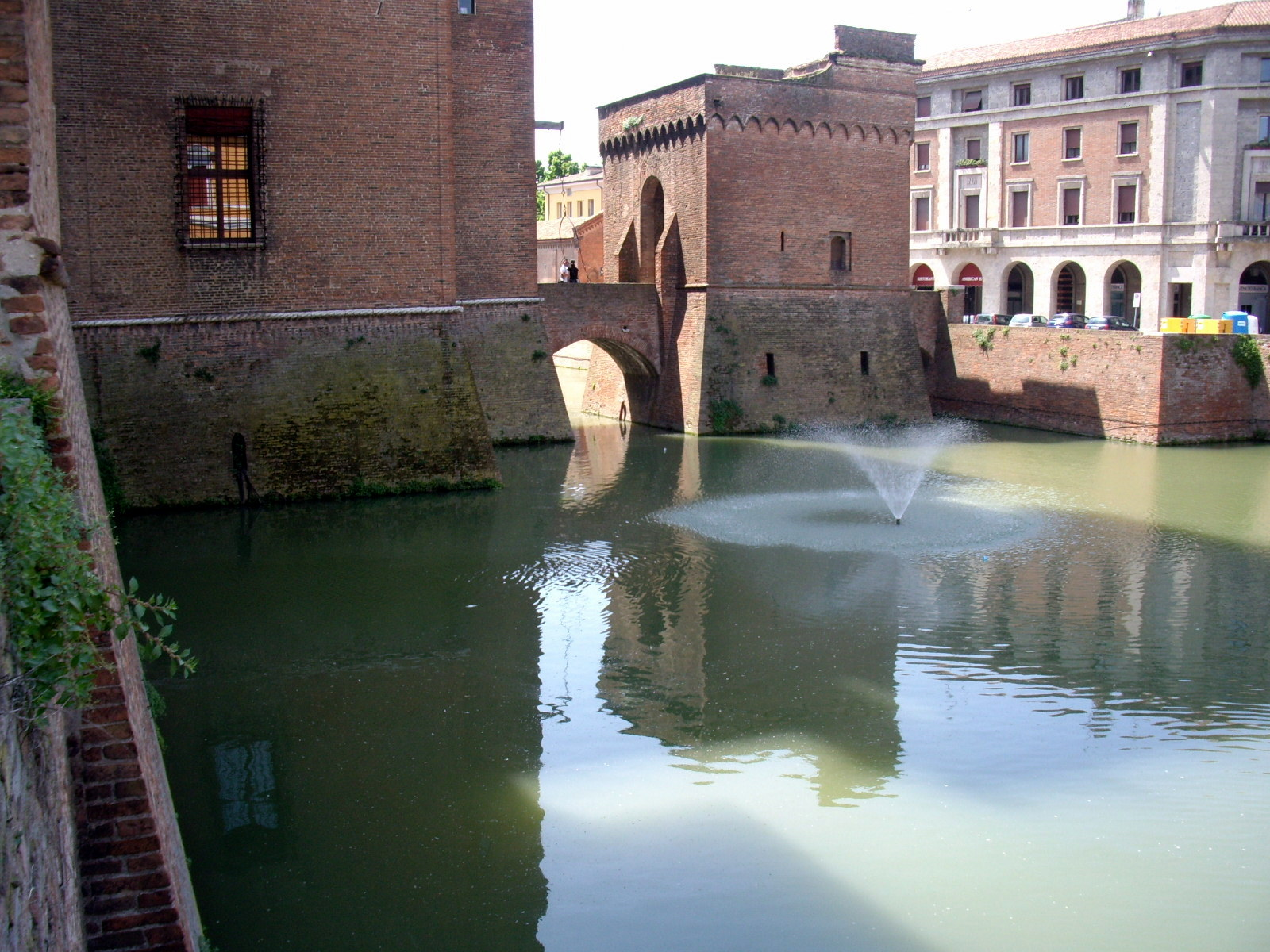
El fossat del castell

El Castello Estense o Castell de San Michelle és el castell de Ferrara
Es va construir a partir del 1385 i la primera pedra es va posar un 29 de setembre, per l'arquitecte Bartolino da Novara, a partir d'una revolta que va convèncer Nicolau II d'Este de la necessitat d'erigir defenses per ell i la família Este. Així fou aixecat el castell, una fortalesa contra el poble.
Construït en maó i envoltat per un fossat ple d'aigua, amb quatre torres defensives amb pavellons (anomenades, seguint el sentit anti-horari des del sud-est: Marchesana o Dell'Orologio, Dei Leoni, de Santa Caterina, i de San Paolo). Fou restaurat en part el 1554 i els pavellons en la part superior de les torres daten d'aquest últim any. En la planta baixa trobem l'anomenada sala gòtica, les cuines del castell i, després d'un estret corredor, la presó anomenada de Don Giulio, anomenada així perquè un germà d'Alfons I d'Este fou empresonat per conspiració. A la primera planta es poden visitar moltes sales, on destaquen els sostres que no han perdut el seu color.

## La història del castell dels Este
Era el 3 de maig de 1385. El poble, desesperat pels impostos i a un pas de la ruïna, va anar al palau del Marquès per demanar el cap de Tommaso da Tortona, l'alt funcionari que es considerava que era el responsable d'aquesta greu situació. Nicolau II va intentar calmar la rebel·lió durant tot el dia, però abans del vespre era evident que només havia aconseguit enfadar més i més el poble i que la mateixa seguretat dels Este estava amenaçada. Va lliurar a Tommaso a la multitud, que literalment el va destrossar.

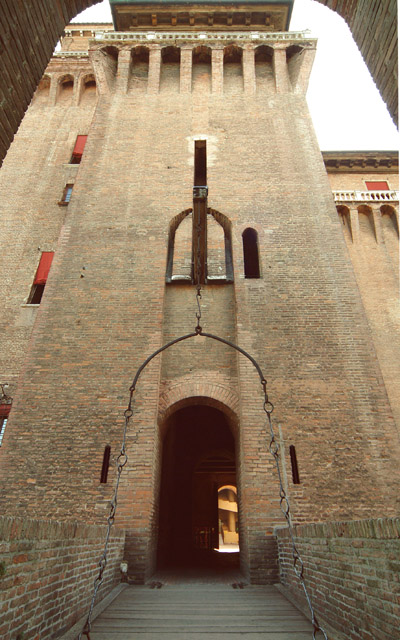
El pont llevadís.

Aquest episodi, que va ocasionar més tard la mort dels líders de la rebel·lió, va convèncer el Marquès que el Palau de la família (el que ara és el Palazzo Municipale) era insuficient per garantir la seguretat de la noblesa en cas d'aldarulls. Per això va ordenar la construcció d'una fortalesa defensiva a la cara nord del Palau, confiant el projecte a l'arquitecte Bartolino da Novara. Va utilitzar una torre preexistent (la Torre dei Leoni), que ja era part de les parets defensives, situant-la, a grans trets, al llarg de la línia de l'actual Corso Giovecca i del Viale Cavour. La torre es va unir per murs a tres noves torres construïdes per a aquest projecte (Marchesana al sud-est, di S. Paolo al sud-oest i di S. Caterina a nord-oest. Entre el Pallazzo Ducale (la residència dels Este) i la fortalesa nova es va construir un passatge aeri (potser en fusta), anomenat Via Coperta que permetés passar d'un lloc a l'altre.
La ciutat va créixer i les muralles de la ciutat s'anaren movent, i la funció defensiva del castell es va tornar menys important i les estances es van començar a construir en el seu interior, tot i que es considerava un annex al palau de la cort. Hèrcules I va decidir establir-se al Castell i va fer diversos canvis per adaptar-lo a la vida de la Cort.
A Hèrcules I es deu l'anomenada Addizione Erculea, de l'arquitecte i urbanista Biagio Rossetti el 1492. 

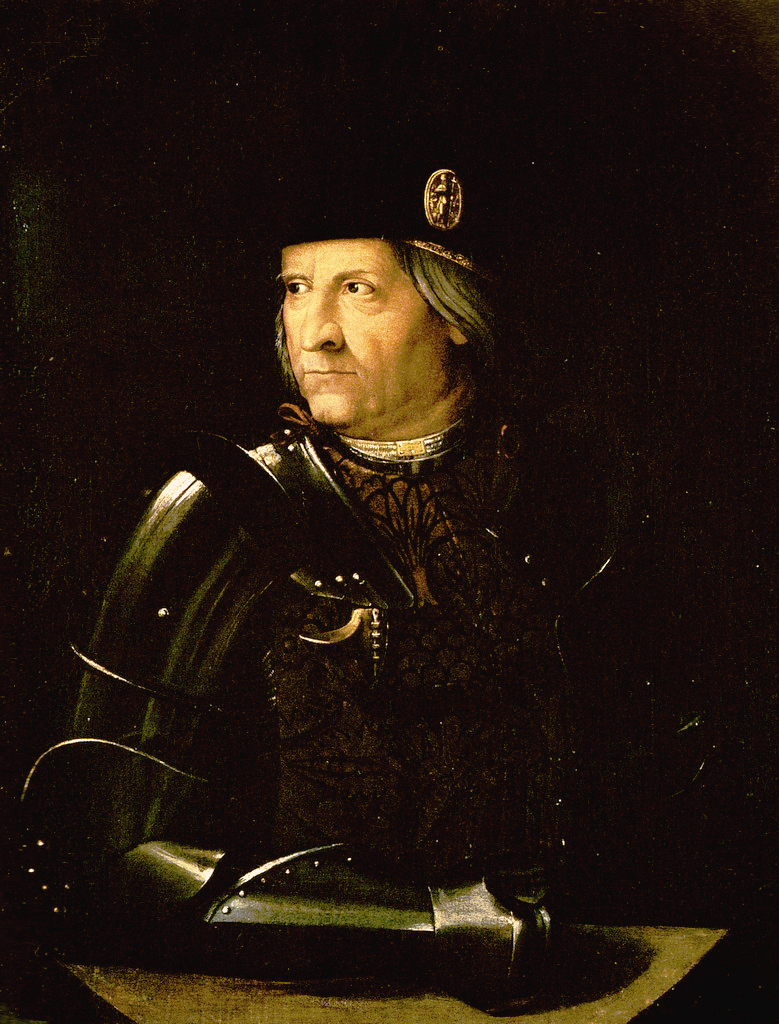
Hèrcules I

L'Addizione preveia la construcció d'una gran cintura fortificada que hauria doblat les dimensions de la ciutat cap al nord i va reinventar Ferrara en clau moderna, i així posar-la posar de ple dret entre les principals capitals europees.
Un ulterior efecte de l'operació era desplaçar el centre de l'estructura urbana i trencar la jerarquia urbana tradicional.
A començaments del segle xvi, Alfons I va continuar la feina de restauració i decoració del Castell iniciat pel seu predecessor Hèrcules. A partir del 1507 Alfons va fer reestructurar completament la Via Coperta per col·locar-hi les pròpies habitacions privades. En particular el famós Camerini d'Alabastro on es van trobar les seves precioses col·leccions d'art, amb pintors com Tiziano, Dosso Dossi i esculptures d'Antonio Lombardo.

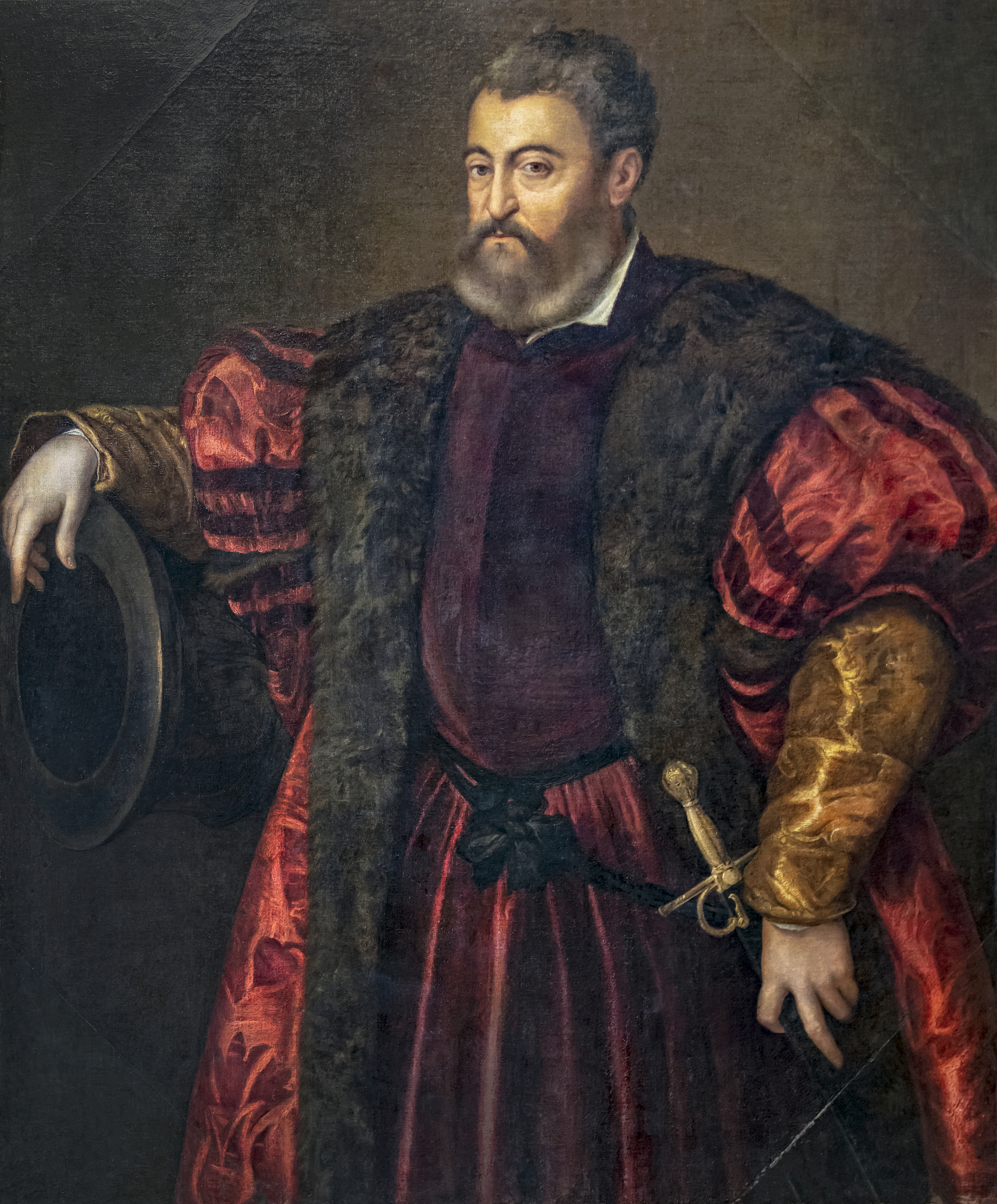
Alfons I

Les balustrades de marbre van substituir els merlets canviant també l'aspecte del castell mentre que ajuntar els miradors va permetre la construcció cap amunt, substituint l'òptica d'observació militar per la de la contemplació del paisatge.
Els treballs de transformació definitius van ser ordenats per Hèrcules II després d'un foc el 1544 que va fer prou malbé les obres prèvies. L'arquitecte Girolamo da Carpi va donar l'aspecte extern que encara veiem avui, encara que l'interior s'ha remodelat unes quantes vegades des d'aleshores. El 1597 va morir Alfons II sense deixar hereus directes i el Papa Climent VIII va aprofitar per prendre el govern de la ciutat i el castell va esdevenir la residència del Llegat Papal que administrava el territori de Ferrara com a governador civil (per un mandat màxim de quatre anys). Pocs canvis en l'estructura de l'edifici, el més evident és l'augment d'alçada del ravelin del Nord i la decoració de la sala adjacent (la sala on hi ha actualment la cafeteria).
Després de la Unificació d'Itàlia, el castell va ser adquirit el 1874 per la Província de Ferrara per 70.000 lira, que encara n'ostenta la possessió.
Entre 1910 i 1930 es van fer moltes actuacions, algunes discutibles, com la de deixar entrar cotxes al pati del castell.
Durant la Segona Guerra Mundial el rivelino nord va ser destruït pels bombardejos, i fidelment reconstruït el 1946.
El 1999, sota l'impuls del President de la Província de Ferrara Pier Giorgio Dall'Acqua va agafar cos el projecte Il Castello per la Città. Va començar amb la restauració del Palazzo Giulio D'Este, nova seu de la Prefettura, i el 2002 quan la Prefettura es va traslladar al Corso Ercole I D'Este es va iniciar la restauració del Castell. El complex itinerari de la restauració del Castell ha tingut fites importants de recordar: la mostra Il Trionfo di Bacco inaugurada el 2002 pel President de la República italiana Carlo Azeglio Ciampi i l'exposició Gli Este a Ferrara inaugurada el 14 de març de 2004 pel President de la Comissió Europea Romano Prodi van tenir un enorme èxit de públic. El 2006, amb l'obertura del Camerini d'Alfons d'Este s'acaba el projecte de restauració del Castell, un somni llarg temps perseguit pels ferraresos.

## Vegeu tembé
- Este
- Ferrara